# 体臭
体臭（たいしゅう）とは、尿や糞などの排泄物や汗などの分泌物などが元となって体から発せられる臭いである。体臭の強さなどには個人差があり、また加齢に伴い独特の臭気が強くなることがあり加齢臭（かれいしゅう）、おやじ臭、ミドル脂臭などと称される。
また、若年女性特有の体臭を構成する物質としてロート製薬は金木犀の香りを構成するγ-デカラクトン（ラクトンC10）と、桃の香りを構成するγ-ウンデカラクトン（ラクトンC11）であることを特定し、これらの香りを「SWEET臭」と表現している。
なお、口腔から発せられる臭気は口臭（こうしゅう）と称される。また、香水は体臭を消すためのものであり、仏教やギリシャ正教における香（こう）も当初は体臭または生活臭を消すためのものであった。

## 年齢層別の体臭
- 乳児特有の体臭
- 若年女性特有の体臭（SWEET臭） - 関与物質：γ-デカラクトン（ラクトンC10）、γ-ウンデカラクトン（ラクトンC11）／2017年9月、ロート製薬による研究。なお、「SWEET臭」はロート製薬の登録商標である（登録第6147099号）。
- 21～34歳女性の体臭成分については、瀬谷共美らによる研究[2]があり、「年齢は21～34歳」、うち「20歳代の被験者8名,30歳代の被験者2名を対象とし」,「平均年齢は24.2±4.7歳(平均±標準偏差)」を対象に「試料採取に当たっては月経期を除外し」、「体臭成分の採取部位は,背部,腋窟部,足底部の3部位」で「32時間着用」させて計量して、以下の結果を得ている。
  - 「これまで,ノネナールは40歳以上の中高年齢層において検出される体臭成分と報告されてきたが,若年女性においても検出されることを確認した」。
  - 「アルデヒド系化合物ではオクタナール，ノナナール，ノネナール，アルコール系化合物では2-エチルヘキサノール，ケトン系化合物では6-メチル-5-ヘプテン-2-オンがすべての被験者において共通して検出された．」
  - 保持時間は「短い順に①6-メチル-5-ヘプテン-2-オン,②オクタナール,③2-エチルヘキサノール,④ノナナール,⑤ノネナール」である。
  - 「また，背部においてアルデヒドとケトンが，他の部位と比較して有意に多く検出された．」
  - 「ノネナールを含めアルデヒド系3種については，検出量に差はあるものの，全ての被験者において認められ，これらのアルデヒド系化合物は，背部の皮膚から分泌された脂肪酸の酸化分解反応によって産生されたものと考えられた．」
  - 「アルデヒド系化合物ではオクタナール(n-OCtanal),ノナナール(n-nOnanal),ノネナール(2-nOnenal),アルコール系化合物では2-エチルヘキサノール(2-ethylhexanol),ケトン系化合物では6-メチル-5-ヘプテン-2-オン(6-methyl-5-hepten-2-One)」の「5種の物質」が「各被験者において共通して検出された」
  - 「対象とした年齢層においても過酸化ヒドロベルオキシドは生体内に存在すると推定され,これによるパルミトレイン酸の酸化および,皮脂腺や皮膚の常在菌による分解によりノネナールが産生したもの」で、また背部においては,ノネナール以外にもオクタナール,ノナナールなどのアルデヒド系化合物が検出されたが,これらは体内に存在するカプリル酸,ペラルゴン酸などの脂肪酸の酸化分解により産生されたもの」であると推察されている。
- 20代後半から30代の男性に特有の体臭 - 関与物質：ペラルゴン酸 (C9H18O2)／2008年11月 ライオンによる研究。
- 30～40歳代のミドル男性の不快な体臭（おやじ臭、ミドル脂臭） - 関与物質：ジアセチル／2013年11月、マンダムによる研究。
- 主に40歳代以降の男性、主に閉経後の女性に増加傾向が見られる体臭 - 関与物質：2-ノネナール(C9H16O) ／1999年、資生堂による研究。

## 体臭と病気、体の状態
体の状態によって、体内で合成される物質が変化することから、古来から体臭による病気の診断が行われてきた。
肉体的疲れや精神的な疲れは、体外にたまったアンモニアが汗などの形で排出され疲労臭となる。便秘になると、腸内で生まれた腐敗物質スカトール、インドールなどが血液に乗って体をめぐり体表から体臭となる。
また、月経周期によって男性に与える体臭の影響は変わるという研究結果があり、月経中の匂いは魅力的な臭いとはされなかった。
- 糖尿病やダイエット中の人間からは甘いにおい（ケトン臭）が、メープルシロップ尿症では汗としてメープルシロップのような匂いがする[3]。
- 胃腸障害では、胃酸の酸っぱい臭いや、消化器に食べ物が溜まることによる腐敗臭[3]。
- 肝機能の障害では、ねずみやドブのような臭い[3]。
- 痛風では古いビールのような臭い[3]。
- トリメチルアミン尿症は、魚臭症候群とも呼ばれ、魚が腐ったような臭いがする[3]。
- フェニルケトン尿症では、カビのような臭いがする[3]。
- 黒死病（ペスト）は、リンゴが腐ったような臭い[3]。
- 歯周病や慢性副鼻腔炎では、腐敗臭[3]。
- 腸チフスでは、かびの生えたパンか焼き立てのパンの臭い[10]。
- 天然痘では、甘い刺激臭[10]。
- ジフテリアでは、甘く腐ったような匂い[10]。
- イソ吉草酸血症では、汗臭さ[10]。
- メチオニン吸収不良症候では、麦芽やホップの匂い[10]。

悪性腫瘍（ガン）などにも特有の臭いがあり、ガン探知犬などへの応用が行われている。
- 自臭症 ‐ 周りに自分の体臭が迷惑をかけているとして気に病んでしまう症状。

## 体臭に関する疾患や精神的な悩み
- 口臭
- わきが（腋臭症）
- 対人恐怖症（体臭恐怖症）など
- オストメイト
- ストーマ用装具

など

## 動物
異種個体間でのやり取りに使われる体臭（化学物質）は、アレロケミカルと呼ばれる。この匂いによって、植物と昆虫間などの別の種に誘引や忌避行動をとらせることが可能となる。
人間は、これらの匂いを利用して害獣よけなどに利用する。
節足動物においては、アリに捕食されないよう、アリの巣に侵入したり、捕食するためにフェロモンを利用する。また花の傍で待ち伏せ型の狩りを行うカニグモ科のクモでは、見た目だけでなく匂いでも嗅覚隠蔽（Olfactory crypsis）している。
パフアダーという待ち伏せ型の狩りを行うヘビは、天敵ともなる犬やミーアキャットなどからも匂いをかぎ取られない嗅覚隠蔽能力を持つ。
カイゾクスズキという魚は、自分から出る化学物質を隠蔽し、池に生息するカエルや昆虫に認識されづらくしている。